# Semiothisa richardsi
Semiothisa richardsi är en fjärilsart som beskrevs av Louis Beethoven Prout 1908. Semiothisa richardsi ingår i släktet Semiothisa och familjen mätare. Inga underarter finns listade i Catalogue of Life.